# Маньково (Харовский район)
Маньково — деревня в Харовском районе Вологодской области.
Входит в состав Кубенского сельского поселения, с точки зрения административно-территориального деления — в Кубинский сельсовет.
Расстояние до районного центра Харовска по автодороге — 19 км, до центра муниципального образования Сорожина по прямой — 4 км. Ближайшие населённые пункты — Митинская, Яскино, Гридинская.
По переписи 2002 года население — 1 человек.